# Mesangiospermae
En Nomenclatura filogenética, las mesangiospermas (Mesangiospermae) son un grupo extremadamente amplio y diverso de angiospermas, con un gran variabilidad en el hábito, morfología, química, distribución geográfica y otros atributos. Se trata del grupo con mayor diversidad dentro de la riqueza total de las plantas con con flores (99.96% del total de especies existentes). Su diversificación temprana se ha determinado que ocurrió entre los 137 y 135 Ma, relativamente cerca del punto álgido de diversificación de las angiospermas.
La sistemática clásica, basada únicamente en información morfológica, no fue capaz de reconocer este grupo. De hecho, la circunscripción de las mesangiospermas como un clado está basada en una fuerte evidencia a partir de los datos de análisis moleculares.
El clado está compuesto por las clorantáceas, las ceratofiláceas y la totalidad de los clados de magnólidas, monocotiledóneas y eudicotiledóneas Este clado ha recibido otros nombres informalmente en diversas publicaciones, tales como "núcleo de las angiospermas" y "euangiospemas". Mesangiospermae es una traducción del primero de tales nombres, ya que el prefijo  “mes-” significa “medio” o “central".
La filogenia más actualizada (2015) da el siguiente cladograma:
|  | Chloranthales |
|  |               |
|  | Magnólidas    |
|  |               |

|  | \| \| Ceratophyllales \| \| \| \| \| \| Eudicotiledóneas \| \| \| \| |
|  |                                                                      |
|  | Monocotiledóneas                                                     |
|  |                                                                      |
|  | Ceratophyllales                                                      |
|  |                                                                      |
|  | Eudicotiledóneas                                                     |
|  |                                                                      |

|  | Ceratophyllales  |
|  |                  |
|  | Eudicotiledóneas |
|  |                  |

|  | Chloranthales |
|  |               |
|  | Magnólidas    |
|  |               |

|  | \| \| Ceratophyllales \| \| \| \| \| \| Eudicotiledóneas \| \| \| \| |
|  |                                                                      |
|  | Monocotiledóneas                                                     |
|  |                                                                      |
|  | Ceratophyllales                                                      |
|  |                                                                      |
|  | Eudicotiledóneas                                                     |
|  |                                                                      |

|  | Ceratophyllales  |
|  |                  |
|  | Eudicotiledóneas |
|  |                  |